# Gravatal
Gravatal é um município brasileiro do estado de Santa Catarina. Localiza-se a uma latitude 28º19'52" sul e a uma longitude 49º02'07" oeste, estando a uma altitude de 30 metros. Sua população estimada em 2004 era de 12 096 habitantes.

## Origem do nome
Gravatal se origina de gravatá, nome indígena da bromélia, que existia em grande quantidade na região.

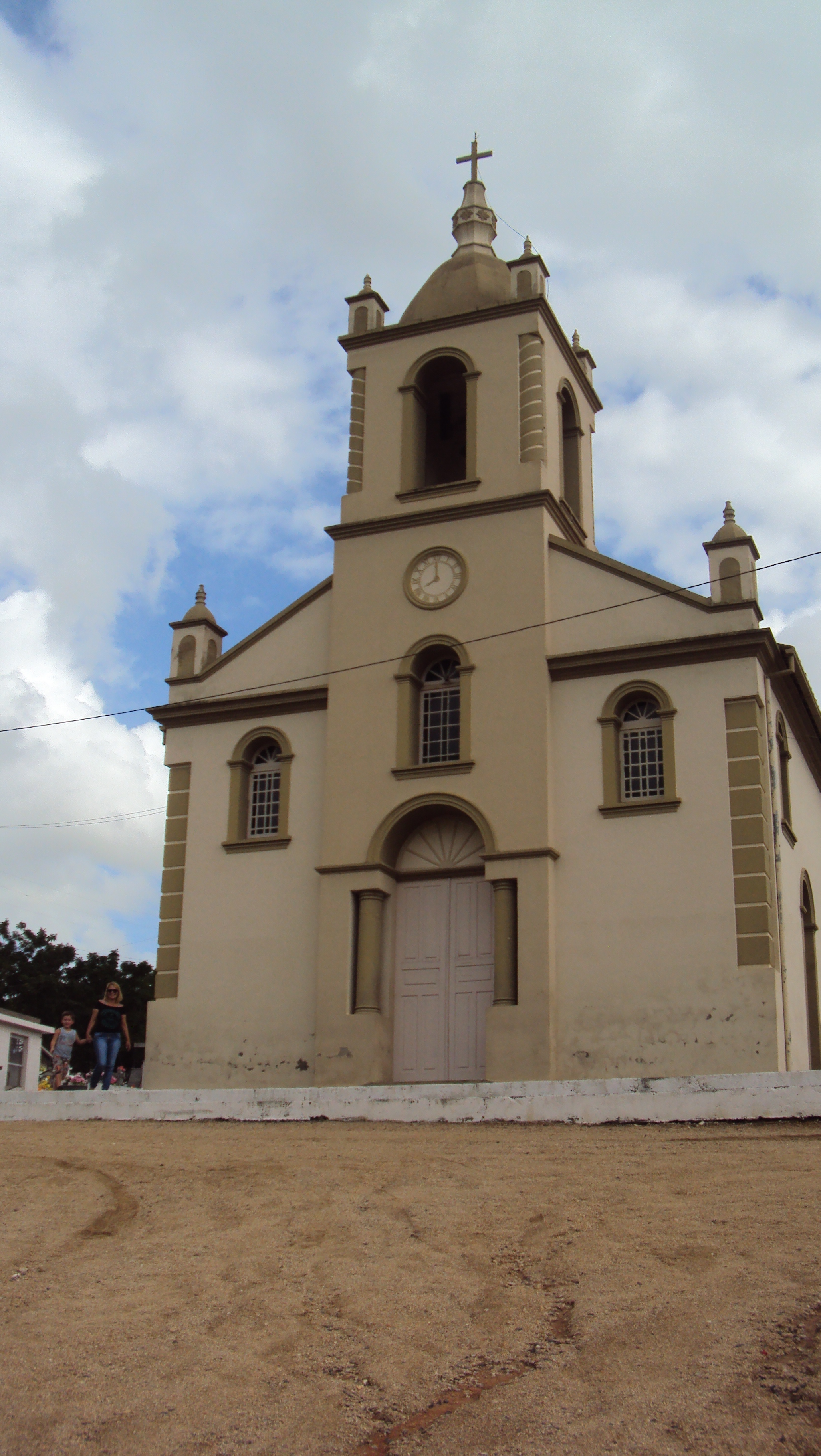
Igreja de São Sebastião, 2014

## História
Um dos fundadores do Gravatá (antigo nome de Gravatal) foi João Martins de Souza, filho de José Martins Gallego e Severina Clara de Jesus, neto paterno de Francisco Martins Gallego e Maria da Conceição dos Anjos, açorianos, e neto materno de André Ignácio de Souza e Joanna Clara de Jesus, naturais da Freguesia da Lagoa da Conceição. Casou com Thomázia Anna de Jesus (1823 – Gravatal, 7 de novembro de 1904) na cidade de Tubarão, em 20 de novembro de 1841. Em 1842 compraram terras em Gravatal, onde João começou a oferecer canoas para o transporte de mercadorias pelo porto de Gravatal, do qual era proprietário.
A colonização estrangeira em Gravatal teve início nos anos de 1880 a 1885, com a chegada das famílias dos alemães Jacob May, Adolfo Kindermann e José Knabben. A colonização Italiana começou por volta de 1910, com a chegada de Pedro Zappelini, Estevão Grasso e outros, que fundaram a colônia até hoje existente em São Miguel.
Ao chegar da Itália, Pedro Zappelini iniciou um intenso comércio na região de Tubarão e Laguna. O colonizador, mais tarde, comprou as terras que pertenciam a Antonio Knabben e as fez de sítio de repouso e lazer. Percebendo que do leito do rio Gravatá afloravam veios de águas quentes, aconselhou seu filho Hercílio a adquirir mais terras nas redondezas. Desviaram o curso fluvial, constatando o surgimento, ao longo do leito primitivo e em parte do brejo da campina, de dezenas de outros olhos de água quente. Amostras foram recolhidas e enviadas para exames num laboratório do Rio de Janeiro; o resultado, depois de alguns meses de espera, confirmou a expectativa: as fontes eram de água mineral de alto poder radioativo, logo, com propriedades medicinais e com uma temperatura de 37 graus.
Percebendo o potencial econômico que tinham encontrado, Pedro Zappelini começou a arquitetar a instalação de um complexo turístico prevendo a construção de hotéis, restaurantes, campings e escolas. Em 1942, seu filho, Hercílio Zappelini, recebeu autorização do presidente Getúlio Vargas para pesquisar a água mineral.
Visto que Pedro necessitaria de mais investidores para a realização de seu sonho, buscou sócios para a viabilização financeira da construção do complexo hoteleiro; juntaram-se a ele José Agostinelli, Aldo Zappelini, Ramiro Corrêa Ferreira da Silva e Hercílio Zappelini. Persistente e organizado, arrumou novos sócios e, em 1956, começou a construir o Gravatal Termas Hotel, que mesmo antes de concluído já começou a receber os primeiros turistas do Paraná, Rio Grande do Sul, Uruguai e Argentina.
A inauguração do primeiro empreendimento foi em 1961. Nesse mesmo ano, após a criação da Lei Estadual nº 802 de 20 de dezembro, o distrito de Gravatá emancipou-se de Tubarão, nascendo então o município de Gravatal.

## Relevo
O relevo de Gravatal é constituído por uma superfície plana, ondulada e montanhosa - serras cristalinas, embasamento cristalino, formação de escudo cristalino, cujo solo álico possui baixa fertilidade, com altos teores de alumínio trocável e baixos teores de bases trocáveis, apresentando textura de argilosa a média argilosa e, em muitos casos, com cascalhos ou cascalhenta, sendo que normalmente a argila de atividade baixa, restringindo o manejo da terra.